# Dan Crenshaw
Daniel Reed Crenshaw (nascido em 14 de março de 1984) é um político americano e ex-oficial da Marinha dos Estados Unidos (U.S Navy SEAL) servindo como Representante dos Estados Unidos para o 2º distrito congressional do Texas desde 2019. O distrito inclui partes do norte e oeste de Houston. Ele é membro do Partido Republicano.

## Infância e educação
Filho de pais americanos, nasceu em Aberdeen, Escócia, Reino Unido, Crenshaw cresceu em Katy, Texas. Sua mãe morreu de câncer quando ele tinha dez anos. Seu pai, Jim Crenshaw, é engenheiro de petróleo que trabalhou no exterior e Crenshaw cresceu no Equador e na Colômbia, desenvolvendo proficiência em espanhol. Ele se formou no Colegio Nueva Granada em Bogotá em 2002.
Após o ensino médio, Crenshaw, voltou para os Estados Unidos e participou de Tufts University, graduando-se em 2006, com um Bacharel em relações internacionais. Depois de uma década de serviço militar, ele estudou administração pública na Universidade de Harvard's John F. Kennedy School of Government, recebendo um Mestrado em Administração Pública em 2017. Ele trabalhou como um militar assistente legislativo para o Representante Pete Sessions.

## Serviço militar
Enquanto estava na Tufts, Crenshaw ingressou no Corpo de Treinamento de Oficiais da Reserva Naval e recebeu uma comissão de oficial na Marinha dos Estados Unidos após a graduação. Ele recebeu ordens de treinamento de Demolição Submarina Básica / SEAL (BUD / S) na Base Anfíbia Naval de Coronado . Após seis meses de treinamento, Crenshaw se formou com a classe 264 BUD / S. Ele completou o treinamento de qualificação SEAL em junho de 2008 e recebeu o designador 1130 como Oficial de Guerra Especial Naval, com direito a usar a Insígnia de Guerra Especial . Crenshaw serviu nos SEALs da Marinha por dez anos e cinco missões, alcançando o posto de Tenente Comandante. Seu primeiro deslocamento foi para Fallujah, Iraque, onde se juntou à Equipe SEAL Três. Ele estava baseado na Base Anfíbia Naval de Coronado em Coronado, Califórnia.